# Jazów
Jazów (niem. Haaso, łuż. Hažow) – wieś w Polsce położona w województwie lubuskim, w powiecie krośnieńskim, w gminie Gubin.
W latach 1975–1998 miejscowość administracyjnie należała do województwa zielonogórskiego.
Położony 10 km na południe od Gubina nad rzeką Lubszą, przy drodze powiatowej łączącej Grabice z Czarnowicami. Po raz pierwszy wspomniano o wsi w dokumentach w drugiej połowie XV wieku. Budynki mieszkalne ogrodzone płotem położone są bezpośrednio przy głównej drodze. W 1952 roku we wsi było 25 gospodarstw. W latach 2006/2007 otrzymała sieć wodną. Liczy około 120 mieszkańców. 